# کارل زایمر
کارل زیمر (انگلیسی: Carl Zimmer؛ زادهٔ ۱۹۶۶ (۵۸–۵۹ سال)) پدیدآور، روزنامه‌نگار، و نویسنده اهل ایالات متحده آمریکا است. زیمر روزنامه‌نگاری است که دربارهٔ مرزهای زیست‌شناسی می‌نویسد، جایی که در آن دانشمندان سرگرم گسترش درک ما از حیات هستند. در ۱۹۸۷ از دانشگاه ییل لیسانس زبان انگلیسی گرفت و دو سال بعد کارش را در مجلهٔ علمی دیسکاور در قسمت نمونه‌خوانی و سپس راستی‌آزمایی آغاز کرد و سرانجام از ۱۹۹۴ تا ۱۹۹۸ به مدت پنج سال ویراستار ارشد آن بود. زیمر پس از ده سال دیسکاور را ترک کرد تا روی کتاب‌ها و پروژه‌های دیگرش متمرکز شود. زیمر نوشتن دربارهٔ علم برای نیویورک تایمز را از سال ۲۰۰۴ آغاز کرد و از سال ۲۰۱۳ نیز ستونی هفتگی به نام Matter به معنای «ماده» برای این نشریه می‌نویسد. او برای نشریات دیگری همچون نشنال جئوگرافیک، وایرد و آتلانتیک نیز نوشته است. 
او در سال ۲۰۰۷ برندهٔ جایزهٔ ارتباطات فرهنگستان‌های ملی آمریکا و در سال ۲۰۱۶ برندهٔ جایزهٔ استیون جی گولد شد. وی همچنین برندهٔ جوایزی همچون کمک‌هزینه گوگنهایم شده‌است.
پدربزرگ پدری کارل زیمر پزشک بود، پدرش سیاستمدار جمهوری‌خواه، و برادر کوچکش، بن زیمر، زبان‌شناس و فرهنگ‌نویس است. او اکنون همراه همسر و دو دخترش در کنتیکت آمریکا زندگی می‌کند. یک گونه کرم نواری به افتخار او نام‌گذاری شده است: Acanthobothrium zimmeri.

## آثار
- انگل‌ها: فرمانروایان واقعی روی زمین، سیمین موحد (مترجم)، ناشر: تیمورزاده - طبیب (۱۳۸۲)
- و روح جسم را آفرید: داستان تکامل مغز، سیمین موحد (مترجم)، ناشر: ورجاوند (۱۳۹۰)
- سیارهٔ ویروس‌ها: ویروس‌سپهر بزرگ‌تر از آنکه بتوان تصور کرد، کاوه فیض‌اللهی (مترجم)، ناشر: نشر نو (۱۳۹۹)